# Angela Bassett
Angela Evelyn Bassett (ur. 16 sierpnia 1958 w Nowym Jorku) – amerykańska aktorka, reżyserka i producentka filmowa.
Laureatka Emmy, Nagrody Gildii Aktorów Ekranowych, dwóch Złotych Globów i Honorowej Nagrody Akademii Filmowej za całokształt twórczości. Dwukrotnie nominowana do Oscara, za role w filmach Tina (1993) i Czarna Pantera: Wakanda w moim sercu (2022).
20 marca 2008 otrzymała własną gwiazdę w Alei Gwiazd w Los Angeles znajdującą się przy 7000 Hollywood Boulevard.

## Życiorys

### Wczesne lata

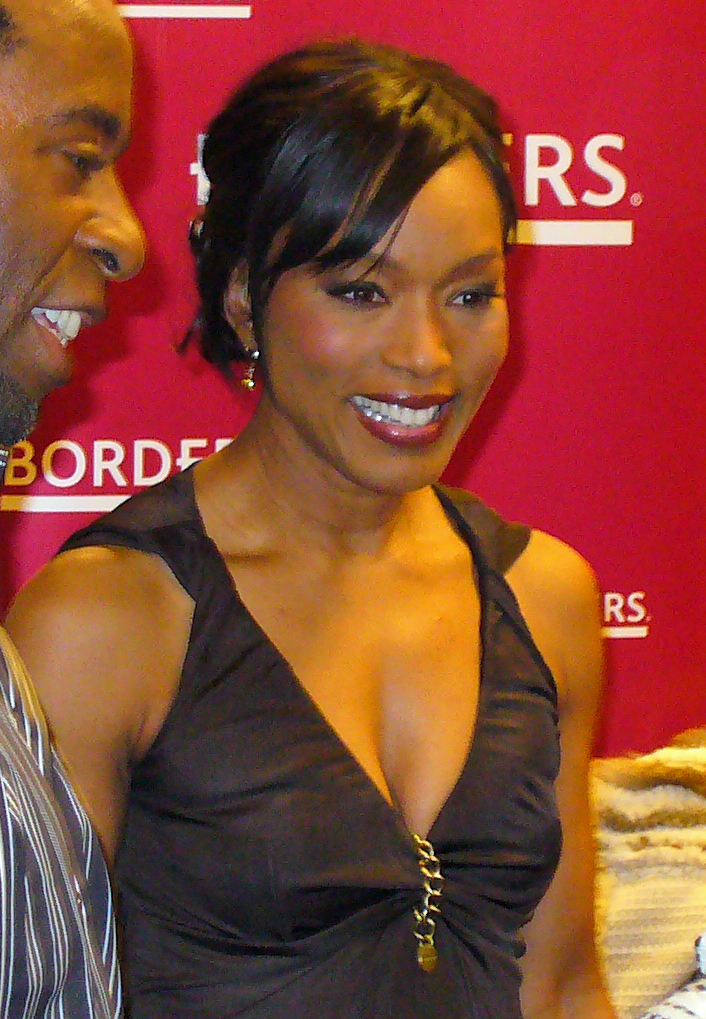
Angela Basset z mężem, aktorem Courtneyem B. Vance’em (2007).

Urodziła się w Nowym Jorku jako córka Betty Jane (z domu Gilbert; 1935–2014), i Daniela Benjamina Bassetta (1924–1981). Dorastała w Harlemie. Po separacji rodziców przeniosła się z matką i młodszą siostrą D’nette z Winston-Salem w Karolinie Północnej do St. Petersburga na Florydzie, gdzie wychowywana była przez samotną matkę, która pracowała jako urzędnik państwowy i pracownik socjalny. Po ukończeniu szkoły podstawowej Jordan Park Elementary School, w 1970 zaczęła uczęszczać do Disston Middle School. Po ukończeniu siódmej klasy została przeniesiona do Azalea Middle School, gdzie ukończyła ósmą i dziewiątą klasę.
W młodości Bassett była „zakochana” w The Jackson 5 i wraz z rozwojem jej zainteresowań rozrywką z siostrą często wystawiały przedstawienia, czytały wiersze lub wykonywały muzykę popularną dla swojej rodziny. Nauczycielka szkoły średniej zachęciła ją do złożenia wniosku na Uniwersytet Yale. Po ukończeniu Boca Ciega High School w Gulfport (1976), otrzymała stypendium i podjęła afroamerykańskie studia na Uniwersytecie Yale w New Haven (1980). W roku 1983 uzyskała tytuł magistra sztuk pięknych w Yale School of Drama, a jako studentka poznała swojego przyszłego męża Courtneya B. Vance’a.
Podczas studiów w latach 1981–1982 występowała w przedstawieniu autorstwa Dereka Walcotta Beef, No Chicken w Yale Repertory Theatre. W 1982 była obsadzona w produkcji off-broadwayowskiej Colored People’s Time. W latach 1984–1985 była związana z Hartford Stage Company w Hartford, gdzie wystąpiła jako Eve, Żona Noego, Mary i Gill w The Mystery Plays.

### Kariera
W 1985 jej pierwszym występem na Broadwayu był spektakl Czarna kobieta w Second Stage Theatre. Wystąpiła także w dwóch dramatach Augusta Wilsona w Yale Repertory Theatre, pod kierunkiem swojego instruktora Lloyda Richardsa: Ma Rainey’s Black Bottom (1985) i Joe Turner’s Come and Gone (1985–1986) jako Martha Pentecost. Zadebiutowała na szklanym ekranie jako prostytutka przy HQ w dreszczowcu telewizyjnym CBS Podwójne ujęcie (Doubletake, 1985) z Richardem Crenną i Beverly D’Angelo. Jej pierwszym występem na kinowym ekranie była niewielka rola dziennikarki w filmie sensacyjnym F/X (1986) u boku Bryana Browna i Briana Dennehy’ego. Potem przyłączyła się do Screen Actors Guild (SAG).
W 1988 przeniosła się do Los Angeles, gdzie podjęła pracę na planie dramatu gangsterskiego Johna Singletona Chłopaki z sąsiedztwa (1991) u boku Laurence’a Fishburne’a, Cuby Goodinga Jr. i Ice’a Cube’a. Dwukrotnie zagrała postać Betty Shabazz, wdowy po Malcolmie X: w dramacie biograficznym Spike’a Lee Malcolm X (1992) z Denzelem Washingtonem i Maria Van Peeblesa Czarne Pantery (Panther, 1995) z Kadeemem Hardisonem.
W miniserialu biograficznym ABC The Jacksons: An American Dream (1992) w reżyserii Karena Arthura wystąpiła jako Katherine Jackson, matka słynnych dzieci (Michael Jackson, Randy Jackson, Jackie Jackson, Jermaine Jackson, Marlon Jackson, Tito Jackson, La Toya Jackson i Janet Jackson). W 1993 przyjęła rolę Tiny Turner (do roli kandydowały też Halle Berry i Robin Givens) w dramacie biograficznym Briana Gibsona Tina (Tina – What’s Love Got To With It), za którą otrzymała Złoty Glob dla najlepszej aktorki w filmie komediowym lub musicalu i zdobyła nominację do Oscara dla najlepszej aktorki pierwszoplanowej (nagrodę odebrała Holly Hunter za Fortepian).
W 1995 zagrała w komedii grozy Wesa Cravena Wampir w Brooklynie jako torturowana policjant detektyw Rita Veder z mroczną tajemnicą u boku Eddiego Murphy’ego, dreszczowcu Kathryn Bigelow Dziwne dni jako szofer i ochroniarz Lornette „Mace” Mason (Nagroda Saturn w kategorii najlepsza aktorka drugoplanowa) z Ralphem Fiennesem i melodramacie Foresta Whitakera Czekając na miłość wg powieści Terry McMillan jako Bernadine Harris z Whitney Houston.
Trzy razy zdobyła NAACP Image Awards: jako Ruby Delacroix, zamężna właścicielka baru w Luizjanie w dramacie Showtime Gdzieś w Luizjanie (Ruby’s Bucket of Blood, 2001), za kreację Rosy Parks w dramacie telewizyjnym CBS Droga do wolności – historia Rosy Parks (The Rosa Parks Story, 2002) i za rolę Cate Banfield w serialu NBC Ostry dyżur (2008–2009).
Była sześciokrotnie nominowana do nagrody Emmy: w 1996 za występ w programie PBS Storytime, w 2002 za Droga do wolności – historia Rosy Parks (The Rosa Parks Story, 2002), w 2003 jako producentka dramatu Showtime Ich Ameryka (Our America, 2002) z Joshem Charlesem, w 2014 jako Marie Laveau w American Horror Story: Sabat (2013–14), w 2015 za rolę Desiree Dupree w American Horror Story: Freak Show (2014–15) oraz w 2017 jako Catherine w jednym z odcinków serialu Netflix Specjalista od niczego – pt. „Thanksgiving” (2017).

## Życie prywatne
12 października 1997 wyszła za mąż za Courtneya B. Vance’a. 27 stycznia 2006 zostali rodzicami bliźniaków: Bronwyn Golden i Slatera Josiaha, urodzonymi w Kalifornii przez surogatkę.
Ambasadorka dobrej woli UNICEF. Zwolenniczka Boys & Girls Clubs of America (BGCA).
Jest osobą wierzącą, uczęszcza na nabożeństwa do Kościoła Bożego w Los Angeles wraz ze swoim kolegą Denzelem Washingtonem.

## Dorobek artystyczny
|   | Oczekuje na premierę            |
| A | Aktorka lub występ w dokumencie |
| R | Reżyserka                       |
| P | Producentka                     |
| W | Producentka wykonawcza          |

### Produkcje fabularne

#### Filmy
| Rok  | Tytuł                                     | Profesje | Profesje | Profesje | Profesje | Rola                           | Dodatkowe informacje           |
| Rok  | Tytuł                                     | A        | R        | P        | W        | Rola                           | Dodatkowe informacje           |
| ---- | ----------------------------------------- | -------- | -------- | -------- | -------- | ------------------------------ | ------------------------------ |
| 1985 | Podwójne ujęcie                           | Tak      |          |          |          | prostytutka                    | film telewizyjny               |
| 1986 | F/X                                       | Tak      |          |          |          | reporterka telewizyjna         |                                |
| 1986 | Liberty                                   | Tak      |          |          |          | Linda Thornton                 | film telewizyjny               |
| 1990 | Challenger                                | Tak      |          |          |          | Cheryl McNair                  | film telewizyjny               |
| 1990 | Gliniarz w przedszkolu                    | Tak      |          |          |          | stewardesa                     |                                |
| 1990 | Dla dobra dziecka                         | Tak      |          |          |          | Lori                           | film telewizyjny               |
| 1990 | Perry Mason: Urwany śpiew                 | Tak      |          |          |          | Carla Peters                   | film telewizyjny               |
| 1991 | Chłopaki z sąsiedztwa                     | Tak      |          |          |          | Reva Devereaux                 |                                |
| 1991 | Inna strona miłości                       | Tak      |          |          |          | Willie                         | film telewizyjny               |
| 1991 | Pożar. Uwięzieni na 37 piętrze            | Tak      |          |          |          | Allison                        | film telewizyjny               |
| 1991 | Miasto nadziei                            | Tak      |          |          |          | Reesha                         |                                |
| 1991 | Wyjątkowe zwycięstwo                      | Tak      |          |          |          | Lois                           | film telewizyjny               |
| 1991 | Bohaterowie „Pustynnej Burzy”             | Tak      |          |          |          | Phoebe Jeter                   | film telewizyjny               |
| 1991 | Line of Fire: The Morris Dees Story       | Tak      |          |          |          | Pat                            |                                |
| 1992 | Malcolm X                                 | Tak      |          |          |          | Betty Shabaz                   |                                |
| 1992 | Critters 4                                | Tak      |          |          |          | Fran                           |                                |
| 1992 | Niewinna krew                             | Tak      |          |          |          | Sinclair                       |                                |
| 1992 | Wygrać z losem                            | Tak      |          |          |          | Dawn / Rhonda                  |                                |
| 1993 | Tina                                      | Tak      |          |          |          | Anna Mae Bullock / Tina Turner |                                |
| 1995 | Dziwne dni                                | Tak      |          |          |          | Lornette Mace Mason            |                                |
| 1995 | Czekając na miłość                        | Tak      |          |          |          | Bernadine Harris               |                                |
| 1995 | Wampir w Brooklynie                       | Tak      |          |          |          | Rita Verder                    |                                |
| 1995 | Czarne Pantery                            | Tak      |          |          |          | Betty Shabazz                  |                                |
| 1997 | Kontakt                                   | Tak      |          |          |          | Rachel Constantine             |                                |
| 1998 | Jak Stella zdobyła miłość                 | Tak      |          |          |          | Stella Payne                   |                                |
| 1999 | Nasz przyjaciel, Martin                   | Tak      |          |          |          | matka Milesa                   | dubbing                        |
| 1999 | Koncert na 50 serc                        | Tak      |          |          |          | Koncert na 50 serc             |                                |
| 2000 | Supernova                                 | Tak      |          |          |          | Kaela Evers                    |                                |
| 2000 | Słoniątko                                 | Tak      |          |          |          | Groove                         | dubbing                        |
| 2000 | Boesman i Lena                            | Tak      |          |          |          | Lena                           |                                |
| 2001 | Rozgrywka                                 | Tak      |          |          |          | Diane                          |                                |
| 2001 | Gdzieś w Luizjanie                        | Tak      |          | Tak      |          | Ruby Delacroix                 | film telewizyjny               |
| 2002 | Ich Ameryka                               |          |          |          | Tak      | –                              | film telewizyjny               |
| 2002 | Miasto słońca                             | Tak      |          |          |          | Desiree                        |                                |
| 2002 | The Rosa Parks Story                      | Tak      |          |          | Tak      | Rosa McCauley Parks            | film telewizyjny               |
| 2003 | Jeźdźcy Apokalipsy                        | Tak      |          |          |          | kochanka                       |                                |
| 2003 | Unchained Memories                        | Tak      |          |          |          | lektorka                       | głos                           |
| 2004 | Pan 3000                                  | Tak      |          |          |          | Mo                             |                                |
| 2004 | Uwięziona we śnie                         | Tak      |          |          |          | Elizabeth Chase                |                                |
| 2005 | Pan i pani Smith                          | Tak      |          |          |          | szefowa pana Smitha            | głos; niewymieniona w napisach |
| 2006 | Akeelah i jej nauczyciel                  | Tak      |          |          |          | Wanda                          |                                |
| 2006 | Bomba zegarowa                            | Tak      |          |          |          | Jill Greco                     |                                |
| 2007 | Rodzinka Robinsonów                       | Tak      |          |          |          | Mildred                        | dubbing                        |
| 2008 | Meet the Browns                           | Tak      |          |          |          | Brenda Brown                   |                                |
| 2008 | Gospel Hill                               | Tak      |          |          |          | Sarah Malcolm                  |                                |
| 2008 | Cena prawdy                               | Tak      |          |          |          | Bonnie Benjamin                |                                |
| 2008 | Of Boys and Men                           | Tak      |          |          |          | Rieta Cole                     |                                |
| 2009 | Notorious                                 | Tak      |          |          |          | Voletta Wallace                |                                |
| 2011 | Green Lantern                             | Tak      |          |          |          | Amanda Waller                  |                                |
| 2011 | Skok przez miotłę                         | Tak      |          |          |          | Claudine Watson                |                                |
| 2011 | Identity                                  | Tak      |          |          |          | Martha Adams                   | film telewizyjny               |
| 2012 | A więc wojna                              | Tak      |          |          |          | Collins                        |                                |
| 2012 | Rogue                                     | Tak      |          |          |          | Alice Vargas                   | film telewizyjny               |
| 2013 | Rodzinne święta                           | Tak      |          |          |          | Aretha Cobbs                   |                                |
| 2013 | Olimp w ogniu                             | Tak      |          |          |          | Lynn Jacobs                    |                                |
| 2013 | Betty i Coretta                           | Tak      |          |          |          | Coretta Scott King             | film telewizyjny               |
| 2014 | Biały ptak w zamieci                      | Tak      |          |          |          | dr Thaler                      |                                |
| 2015 | Whitney                                   |          | Tak      |          |          | –                              | film telewizyjny               |
| 2015 | Ciekawski George 3: Powrót do dżungli     | Tak      |          |          |          | dr Kulinda                     | dubbing; film direct-to-video  |
| 2015 | Ocalona                                   | Tak      |          |          |          | Maureen Crane                  |                                |
| 2015 | Chi-Raq                                   | Tak      |          |          |          | panna Helen                    |                                |
| 2016 | Londyn w ogniu                            | Tak      |          |          |          | Lynne Jacobs                   |                                |
| 2018 | Czarna Pantera                            | Tak      |          |          |          | Królowa Ramonda                |                                |
| 2018 | Mission: Impossible – Fallout             | Tak      |          |          |          | Erica Sloan                    |                                |
| 2018 | Bumblebee                                 | Tak      |          |          |          | Shatter                        | dubbing                        |
| 2019 | Avengers: Koniec gry                      | Tak      |          |          |          | Królowa Ramonda                |                                |
| 2019 | Mamusie bez synusiów                      | Tak      |          |          | Tak      | Carol Walker                   |                                |
| 2020 | Co w duszy gra                            | Tak      |          |          |          | Dorthea Williams               | dubbing                        |
| 2021 | Malika the Lion Queen                     | Tak      |          |          |          | Malika                         | dubbing; film telewizyjny      |
| 2021 | Zabójczy koktajl                          | Tak      |          |          |          | Anna May                       |                                |
| 2022 | Wendell i Wild                            | Tak      |          |          |          | Siostra Helley                 | dubbing                        |
| 2022 | Czarna Pantera: Wakanda w moim sercu      | Tak      |          |          |          | Królowa Ramonda                |                                |
| 2024 | Orion i Ciemność                          | Tak      |          |          |          | Słodkie sny                    | dubbing                        |
| 2024 | Dama                                      | Tak      |          |          |          | Lady Bayford                   |                                |
| 2025 | Mission: Impossible – The Final Reckoning | Tak      |          |          |          | Erika Sloane                   |                                |
| 2026 | Wildwood                                  | Tak      |          |          |          | Iphigenia                      | dubbing                        |

#### Seriale
| Rok          | Tytuł                             | Profesje | Profesje | Profesje | Rola                             | Odcinki                                                                     | Dodatkowe informacje                |
| Rok          | Tytuł                             | A        | R        | W        | Rola                             | Odcinki                                                                     | Dodatkowe informacje                |
| ------------ | --------------------------------- | -------- | -------- | -------- | -------------------------------- | --------------------------------------------------------------------------- | ----------------------------------- |
| 1985         | Search for Tomorrow               | Tak      |          |          | Salina McCulla                   | 5 odcinków                                                                  |                                     |
| 1985         | Bill Cosby Show                   | Tak      |          |          | pani Mitchell                    | „Mr. Quiet”                                                                 |                                     |
| 1985         | Spenser: For Hire                 | Tak      |          |          | córka Joego                      | „The Choice”                                                                |                                     |
| 1987         | Ryan’s Hope                       | Tak      |          |          | Leonie Peach                     | nieznane odcinki                                                            |                                     |
| 1987         | Guiding Light                     | Tak      |          |          | Angela                           | 1.103                                                                       |                                     |
| 1987         | Leg Work                          | Tak      |          |          | dr Griffin                       | „Things That Go Bump in the Night”                                          |                                     |
| 1988         | Bill Cosby Show                   | Tak      |          |          | Sara                             | „Bookworm”                                                                  |                                     |
| 1989         | HeartBeat                         | Tak      |          |          | Jeanette Calder R.N.             | „Gestalt and Battery”                                                       |                                     |
| 1989         | A Man Called Hawk                 | Tak      |          |          | Bailey Webster                   | 2 odcinki                                                                   |                                     |
| 1989         | Tour of Duty                      | Tak      |          |          | Camilla Patterson                | 2 odcinki                                                                   |                                     |
| 1989         | 227                               | Tak      |          |          | Amy Burnett                      | „A Pampered Tale”                                                           |                                     |
| 1989         | Thirtysomething                   | Tak      |          |          | Kate Harriton                    | „Legacy”                                                                    |                                     |
| 1990         | Alien Nation                      | Tak      |          |          | Renee Longstreet                 | „Eyewitness News”                                                           |                                     |
| 1990         | Rodzina szpiegów                  | Tak      |          |          | Bev Andress                      | „2”                                                                         | miniserial                          |
| 1990         | Equal Justice                     | Tak      |          |          | Janet Fields                     | „Goodbye, Judge Green”                                                      |                                     |
| 1991         | Flash                             | Tak      |          |          | Linda Lake                       | „Beat the Clock”                                                            |                                     |
| 1991         | Stat                              | Tak      |          |          | Willie Burns                     | „Ladyfinger”                                                                |                                     |
| 1992         | Bar widmo                         | Tak      |          |          | Evelyn                           | „Sanctuary for a Child”                                                     |                                     |
| 1992         | The Jacksons: An American Dream   | Tak      |          |          | Katherine Jackson                | 2 odcinki                                                                   | miniserial                          |
| 2003         | The Bernie Mac Show               | Tak      |          |          | ona sama                         | „Laughing Matters”                                                          |                                     |
| 2005         | Agentka o stu twarzach            | Tak      |          |          | Hayden Chase                     | 4 odcinki                                                                   |                                     |
| 2008–2009    | Ostry dyżur                       | Tak      |          |          | Cate Banfield                    | 20 odcinków                                                                 |                                     |
| 2010         | Simpsonowie                       | Tak      |          |          | Michelle Obama                   | „Bart zdobywa pierwszą bazę”                                                | dubbing                             |
| 2011         | Identity                          | Tak      |          |          | Martha Adams                     |                                                                             | niesprzedany pilot serialu          |
| 2012         | Rogue                             | Tak      |          |          | Alice Vargas                     |                                                                             | niesprzedany pilot serialu          |
| 2013–2014    | American Horror Story: Sabat      | Tak      |          |          | Marie Laveau                     | 12 odcinków                                                                 | trzeci sezon American Horror Story  |
| 2014–2015    | American Horror Story: Freak Show | Tak      |          |          | Desiree Dupree                   | 11 odcinków                                                                 | czwarty sezon American Horror Story |
| 2014–2015    | American Horror Story: Hotel      | Tak      |          |          | Ramona Royale                    | 7 odcinków                                                                  | piąty sezon American Horror Story   |
| 2015–2018    | BoJack Horseman                   | Tak      |          |          | Ana Spanikopita                  | 10 odcinków                                                                 | dubbing                             |
| 2016         | American Horror Story: Roanoke    | Tak      | Tak      |          | Lee Harris / Monet Tumusiime     | 9 odcinków (jako aktorka) „Rozdział 6” (jako reżyserka)                     | szósty sezon American Horror Story  |
| 2016         | Na usługach wroga                 | Tak      |          |          | Eva                              | 7 odcinków                                                                  | miniserial                          |
| 2017         | Underground                       | Tak      |          |          | położna                          | „Ache”                                                                      | niewymieniona w napisach            |
| 2017, 2021   | Specjalista od niczego            | Tak      |          |          | Catherine                        | 2 odcinki                                                                   |                                     |
| 2017         | American Horror Story: Kult       |          | Tak      |          | –                                | „Lojalność”                                                                 | siódmy sezon American Horror Story  |
| 2018–obecnie | 9-1-1                             | Tak      |          | Tak      | Athena Grant / Athena Grant-Nash | 124 odcinki                                                                 |                                     |
| 2018         | American Horror Story: Apokalipsa | Tak      |          |          | Marie Laveau                     | „Apokalipsa”                                                                | ósmy sezon American Horror Story    |
| 2019         | A Black Lady Sketch Show          | Tak      |          |          | Mo                               | „Angela Bassett Is the Baddest Bitch”                                       |                                     |
| 2020–2025    | 9-1-1: Teksas                     | Tak      |          | Tak      | Athena Grant-Nash                | 72 odcinki (jako producentka wykonawcza) „Podejrzana paczka” (jako aktorka) |                                     |
| 2021         | A gdyby…?                         | Tak      |          |          | Królowa Ramonda                  | „A gdyby… Killmonger ocalił Tony’ego Starka?”                               | dubbing                             |
| 2025         | Dzień zero                        | Tak      |          |          | Evelyn Mitchell                  | 6 odcinków                                                                  |                                     |
| 2025         | Moon Girl i Diabelski Dinozaur    | Tak      |          |          | Decoy                            | 2 odcinki                                                                   |                                     |
| 2025         | Doktor Odyssey                    | Tak      |          |          | Athena Grant-Nash                | „Tydzień Casino”                                                            |                                     |

#### Gry wideo
| Rok  | Tytuł                          | Rola        |
| ---- | ------------------------------ | ----------- |
| 2015 | Tom Clancy’s Rainbow Six Siege | Agentka Six |

### Produkcje dokumentalne
| Rok  | Tytuł                     | Profesje | Profesje | Profesje | Rola           | Dodatkowe informacje                                             |
| Rok  | Tytuł                     | A        | R        | W        | Rola           | Dodatkowe informacje                                             |
| ---- | ------------------------- | -------- | -------- | -------- | -------------- | ---------------------------------------------------------------- |
| 2003 | Freedom: A History of Us  | Tak      |          |          | Sheyann Webb   | serial telewizyjny (odcinek „Marching to Freedom Land”); dubbing |
| 2003 | Freedom: A History of Us  | Tak      |          |          | Melba Pattillo | serial telewizyjny (odcinek „Let Freedom Ring”); dubbing         |
| 2015 | Breakthrough              | Tak      | Tak      |          | narratorka     | serial telewizyjny (odcinek „Water Apocalypse”)                  |
| 2017 | Remand                    | Tak      |          | Tak      | narratorka     | film krótkometrażowy                                             |
| 2019 | Jak to się robi w Disneyu | Tak      |          |          | narratorka     | miniserial (6 odcinków)                                          |
| 2021 | Tina                      | Tak      |          |          | ona sama       | film                                                             |

### Teatr
| Rok       | Tytuł                      | Rola             | Teatr                                                     |
| --------- | -------------------------- | ---------------- | --------------------------------------------------------- |
| 1986      | Black Girl                 | nieznana         | McGinn-Cazale Theatre, Nowy Jork                          |
| 1987      | Henryk IV, część 1         | Lady Percy       | Delacorte Theater, Nowy Jork                              |
| 1988      | Joe Turner’s Come and Gone | Martha Pentecost | Ethel Barrymore Theatre, Nowy Jork                        |
| 1998      | Makbet                     | Lady Makbet      | Joseph Papp Public Theater / Martinson Theater, Nowy Jork |
| 2011–2012 | The Mountaintop            | Camae            | Bernard B. Jacobs Theatre, Nowy Jork                      |

## Nagrody i nominacje (wybrane)
| Plebiscyt                                     | Rok  | Kategoria                                                               | Nominowana twórczość                       | Rezultat  |        |
| --------------------------------------------- | ---- | ----------------------------------------------------------------------- | ------------------------------------------ | --------- | ------ |
| Critics’ Choice Awards                        | 2013 | Najlepsza aktorka w filmie telewizyjnym lub miniserialu                 | Betty i Coretta                            | Nominacja | [ 18 ] |
| Critics’ Choice Awards                        | 2023 | Najlepsza aktorka drugoplanowa                                          | Czarna Pantera: Wakanda w moim sercu       | Wygrana   | [ 19 ] |
| Daytime Emmy                                  | 1996 | Najlepszy występ w programie dziecięcym                                 | Storytime                                  | Nominacja | [ 20 ] |
| Daytime Emmy                                  | 2003 | Najlepszy występ w programie dziecięcym                                 | Ich Ameryka (jako producentka wykonawcza)  | Nominacja | [ 21 ] |
| Nagrody Akademii Filmowej (Oscary)            | 1994 | Najlepsza aktorka                                                       | Tina                                       | Nominacja | [ 22 ] |
| Nagrody Akademii Filmowej (Oscary)            | 2023 | Najlepsza aktorka drugoplanowa                                          | Czarna Pantera: Wakanda w moim sercu       | Nominacja | [ 22 ] |
| Nagrody Akademii Filmowej (Oscary)            | 2024 | Honorowa Nagroda Akademii                                               | –                                          | Wygrana   | [ 23 ] |
| Nagrody Brytyjskiej Akademii Filmowej (BAFTA) | 2023 | Najlepsza aktorka drugoplanowa                                          | Czarna Pantera: Wakanda w moim sercu       | Nominacja | [ 24 ] |
| Nagrody Gildii Aktorów Ekranowych             | 2002 | Najlepszy występ aktorki w miniserialu lub filmie telewizyjnym          | Ruby’s Bucket of Blood                     | Nominacja | [ 25 ] |
| Nagrody Gildii Aktorów Ekranowych             | 2014 | Najlepszy występ aktorki w miniserialu lub filmie telewizyjnym          | Betty i Coretta                            | Nominacja | [ 25 ] |
| Nagrody Gildii Aktorów Ekranowych             | 2019 | Najlepszy występ zespołu aktorskiego w filmie kinowym                   | Czarna Pantera                             | Wygrana   | [ 25 ] |
| Nagrody Gildii Aktorów Ekranowych             | 2023 | Najlepszy występ aktorki w roli drugoplanowej                           | Czarna Pantera: Wakanda w moim sercu       | Nominacja | [ 25 ] |
| Primetime Emmy                                | 2002 | Najlepsza aktorka pierwszoplanowa w miniserialu lub filmie telewizyjnym | The Rosa Parks Story                       | Nominacja | [ 26 ] |
| Primetime Emmy                                | 2014 | Najlepsza aktorka drugoplanowa w miniserialu lub filmie telewizyjnym    | American Horror Story: Sabat               | Nominacja | [ 26 ] |
| Primetime Emmy                                | 2015 | Najlepsza aktorka drugoplanowa w miniserialu lub filmie telewizyjnym    | American Horror Story: Freak Show          | Nominacja | [ 26 ] |
| Primetime Emmy                                | 2017 | Najlepsza aktorka gościnna w serialu komediowym                         | Specjalista od niczego                     | Nominacja | [ 26 ] |
| Primetime Emmy                                | 2019 | Najlepszy narrator                                                      | The Flood                                  | Nominacja | [ 26 ] |
| Primetime Emmy                                | 2020 | Najlepszy narrator                                                      | Jak to się robi w Disneyu                  | Nominacja | [ 26 ] |
| Primetime Emmy                                | 2020 | Najlepsza aktorka gościnna w serialu komediowym                         | A Black Lady Sketch Show                   | Nominacja | [ 26 ] |
| Primetime Emmy                                | 2023 | Najlepszy narrator                                                      | Dobranoc, Oppy                             | Nominacja | [ 26 ] |
| Primetime Emmy                                | 2024 | Najlepszy narrator                                                      | Królowe świata zwierząt (odcinek „Afryka”) | Wygrana   | [ 26 ] |
| Złote Globy                                   | 1994 | Najlepsza aktorka w filmie komediowym lub musicalu                      | Tina                                       | Wygrana   | [ 27 ] |
| Złote Globy                                   | 2023 | Najlepsza aktorka drugoplanowa                                          | Czarna Pantera: Wakanda w moim sercu       | Wygrana   | [ 27 ] |